# Isola di Basiluzzo
Basiluzzo è un'isola dell'Italia appartenente all'arcipelago delle isole Eolie, in Sicilia.
Posta circa 3,5 km a nord-est di Panarea, ha una superficie di 0,3 km²: si tratta, pertanto, della più grande tra le isolette e gli scogli disabitati delle Eolie. Le coste dell'isola sono caratterizzate da scogliere a picco sul mare, mentre al centro si trova un ampio pianoro inclinato che nel corso dei secoli è stato utilizzato come sede di coltivazioni, pascolo ed abitazioni stagionali. A poche decine di metri dall'isola si trovano lo scoglio Spinazzola, ampio 5.500 metri quadri (0,0055 km²) e alto 79 metri, gli isolotti Dattilo e Lisca Bianca.

## Caratteristiche geologiche
Basiluzzo è un'isola di origine vulcanica (così come il resto delle isole Eolie) che, insieme agli isolotti vicini, costituisce ciò che resta di antiche bocche eruttive appartenenti all'apparato di Panarea, ormai erose dagli agenti atmosferici e da fenomeni di bradisismo. Basiluzzo fu il più recente di questi vulcani, formatosi soli 50.000 anni fa, contro i 150.000-130.000 di Panarea e degli altri isolotti.
L'isola è costituita di stratificazioni di colate laviche successive, ben osservabili in varie zone dell'isola, dove a volte si alternano gli strati scuri dell'ossidiana con gli strati chiari della pomice. L'isola è comunque costituita in massima parte da riolite. Notevoli, inoltre, i colonnati basaltici a prismi verticali osservabili lungo le scogliere.

## Storia
Ritrovamenti di frammenti di ceramica e utensili di ossidiana suggeriscono che Basiluzzo fosse frequentata sin dal tardo eneolitico e forse abitata stabilmente nell'età del Bronzo. Sono inoltre assai evidenti sull'isola i resti di una villa romana databile tra gli ultimi decenni del I sec. a.C. e la prima metà del I sec. d.C., probabilmente usata come residenza stagionale. Esiste inoltre una peschiera risalente allo stesso periodo, situata nei pressi dell'unico approdo dell'isola e sommersa a causa dei moti di bradisismo.
Fino agli inizi del XX secolo Basiluzzo è stata utilizzata come terreno di pascolo e di coltivazione, in particolare di capperi (capparis spinosa), tanto che nel 1784 nacque una controversia tra il vescovo di Lipari, che amministrava l'isola, ed alcuni contadini abusivi. Infine nel 1991 Basiluzzo, insieme agli altri isolotti minori di Panarea, è stata dichiarata riserva naturale integrale, con divieto di sbarco se non per scopi scientifici.

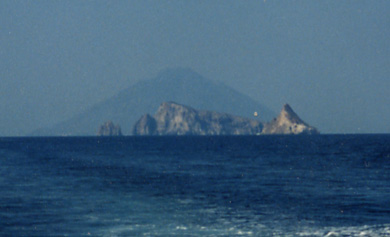
Basiluzzo con a sinistra Spinazzola e a destra Dattilo. Sullo sfondo, Stromboli.

## Flora e fauna
Il pianoro sommitale dell'isola è caratterizzato da una vegetazione di erica (Erica arborea) e lentisco (Pistacia lentiscus), alternati con scilla marittima (Drimia maritima), barboncino mediterraneo (Hyparrhenia hirta) ed altre. Sulle scogliere sono inoltre presenti la palma nana (Chamaerops humilis), il limonio delle Eolie (Limonium minutiflorum), il finocchio marino (Crithmum maritimum), il garofano delle rupi (Dianthus rupicola), il fiordaliso delle Eolie (Centaurea aeolica, endemico delle Isole Eolie) ed altre piante a minore diffusione.

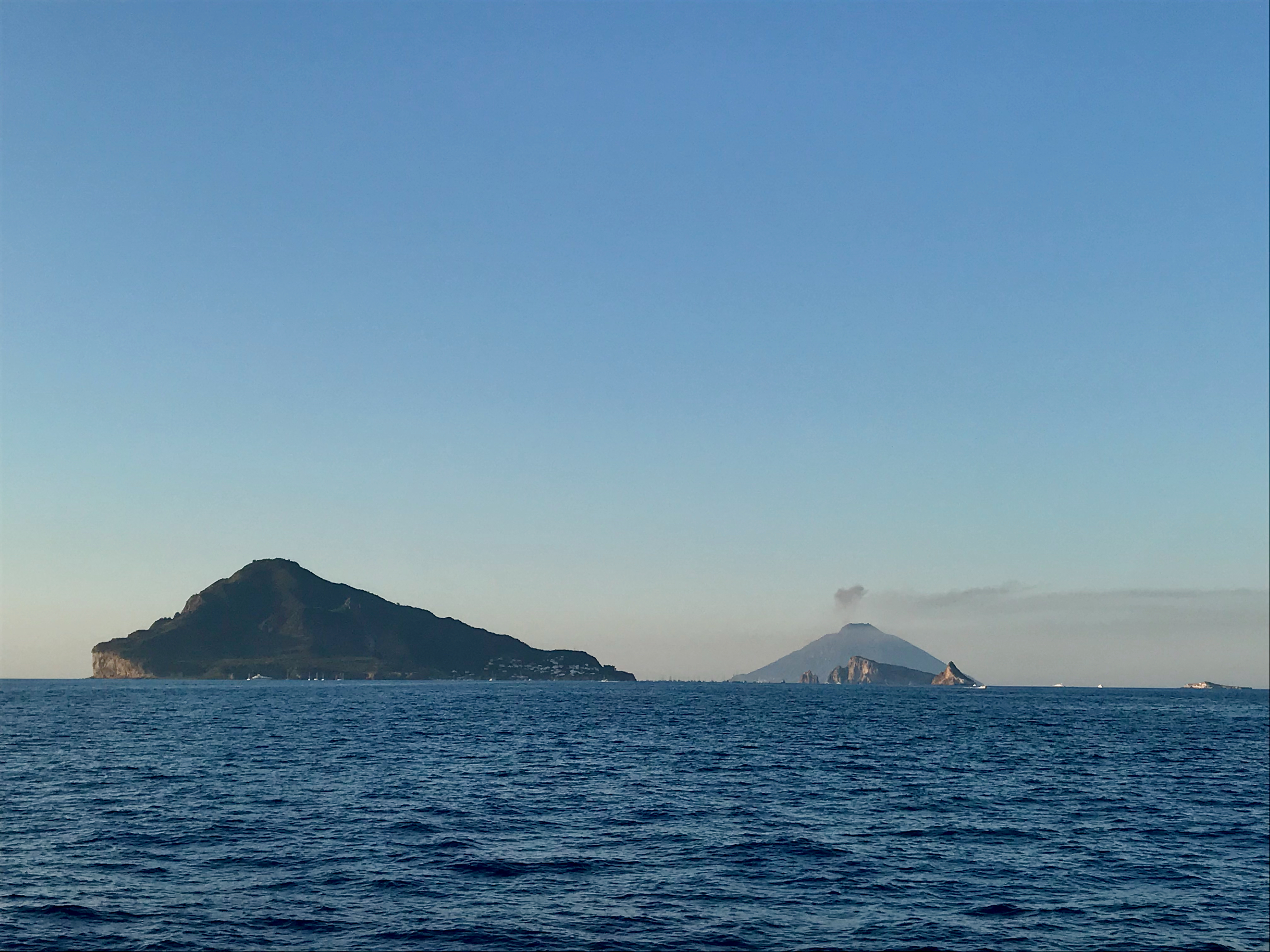
Isola di Panarea - Basiluzzo - Lisca bianca e nera Dattilo e Stromboli visti dal mare

Tra gli animali più comuni si annoverano il coniglio selvatico (Oryctolagus cuniculus), il geco comune (Tarentola mauritanica), il geco verrucoso (Hemidactylus turcicus), la lucertola campestre (Podarcis sicula) ed il biacco (Hierophis viridiflavus). Sull'isola inoltre nidificano il gabbiano reale mediterraneo (Larus michahellis) e la berta maggiore (Calonectris diomedea).

## Galleria d'immagini
Basiluzzo, disegni di Luigi Salvatore d'Asburgo-Lorena (1895):

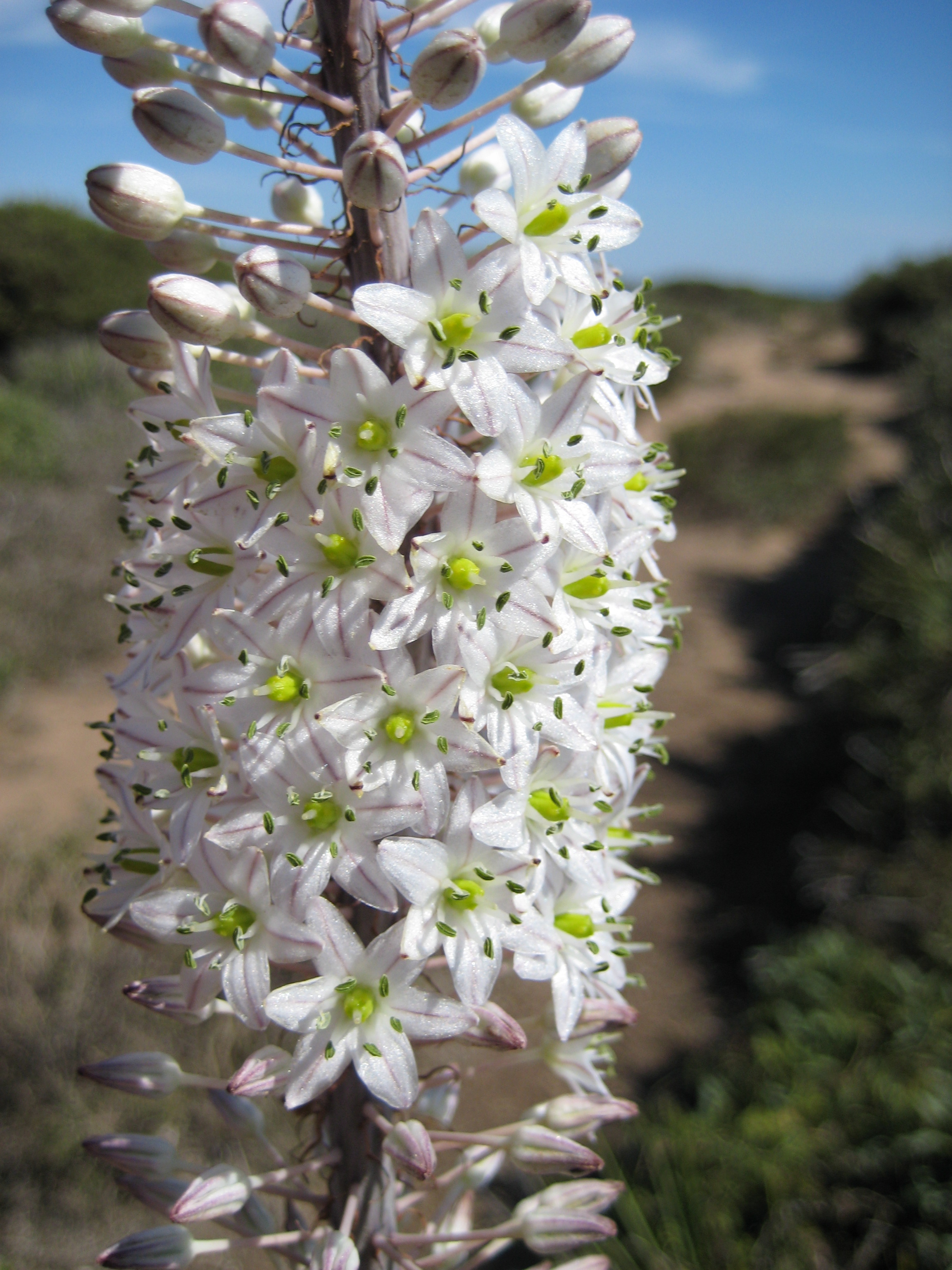
Fiori di scilla marittima

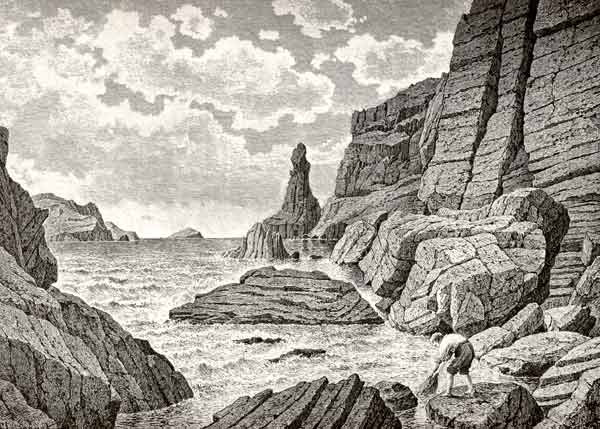
La Canna
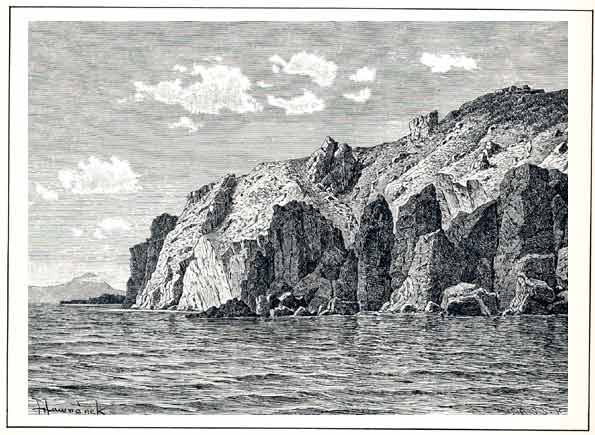
Punta della Grotta del Carbone
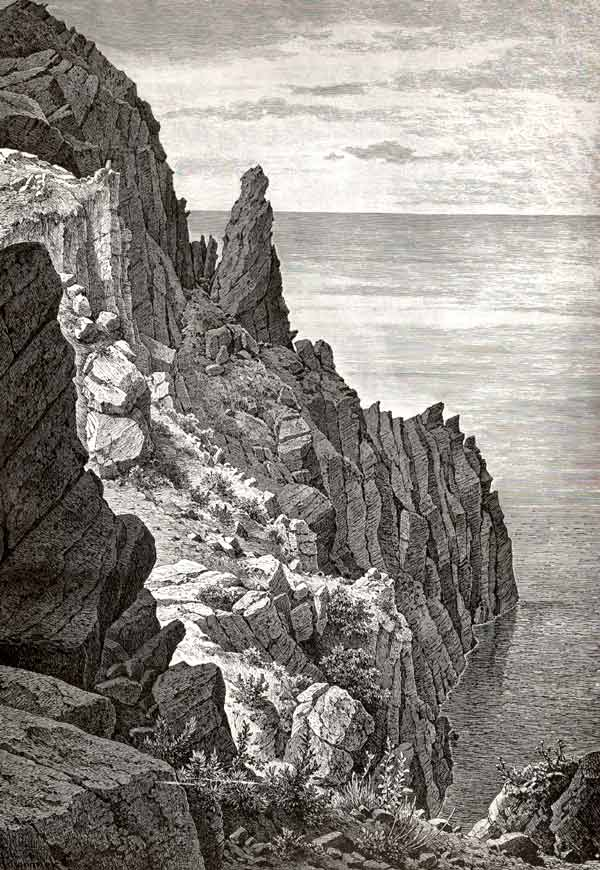
Punta del Tabutello
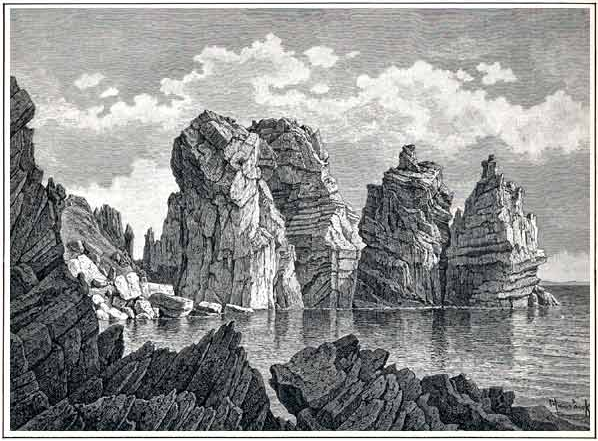
Approdo di Camardei
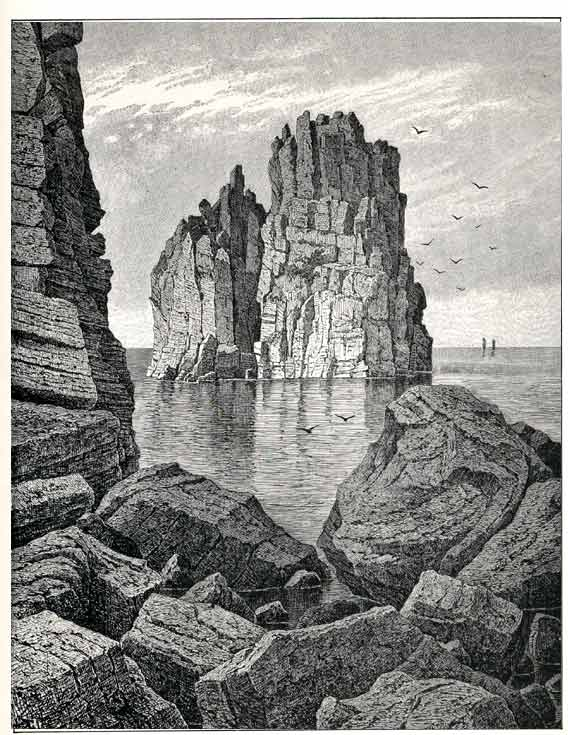
Lo scoglio Spinazzola visto da Basiluzzo